# ديف رينولدز
ديف رينولدز (بالإنجليزية: Dave Reynolds)‏ هو ملحن جنوب أفريقي، ولد في 12 فبراير 1972 في ويندهوك في ناميبيا.